# Sitticus burjaticus
Sitticus burjaticus là một loài nhện trong họ Salticidae.
Loài này thuộc chi Sitticus. Sitticus burjaticus được Danilov & Dmitri Viktorovich Logunov miêu tả năm 1994.